# كلبشت (مقاطعة كلاردشت)
كلبشت (بالفارسية: کل‌پشت) هي قرية تقع في Kuhestan Rural District في إيران. يقدر عدد سكانها بـ 34 نسمة .